# Albert Zabel
Albert Heinrich Zabel (Berlín, 1835 - Sant Petersburg, 1910) fou un músic alemany i un notable arpista. Fou primer solista de l'orquestra de Berlín. El 1862 fou nomenat professor d'arpa del conservatori de la capital russa. Va escriure unes 40 obres.